# 兵庫県外国人学校一覧
兵庫県外国人学校一覧（ひょうごけんがいこくじんがっこういちらん）は兵庫県におけるインターナショナル・スクール（外国人学校）の一覧。

## 朝鮮学校

### 神戸市
- 神戸朝鮮高級学校
- 神戸朝鮮初中級学校

## 中華学校

### 神戸市
- 神戸中華同文学校

## ドイツ学校

### 神戸市
- 神戸ドイツ学院インターナショナル

## 欧米系

### 神戸市
- カナディアン・アカデミー
- マリスト国際学校